# Гемінга (пульсар)
Пульсар Гемінга (англ. Geminga) - нейтронна зоря, розташована приблизно за 250 парсек (бл. 800 світлових років) від Сонця у сузір'ї Близнят. Його назва є одночасно скороченням від англійського «Gemini gamma-ray source» («джерело гамма-променів у сузір'ї Близнят») та транкрипцією слів gh'è minga («його там не має») з ломбардського діалекту Мілану (вимовляється [ɡɛˈmiŋɡa]).

## Пульсар
Природа Гемінга була абсолютно невідомою протягом 20 років після її відкриття другим маленьким астрономічним супутником (SAS-2) НАСА. Нарешті, у березні 1991 року супутник ROSAT зафіксував періодичність м'якого рентгенівського випромінювання у 0.237 секунд. Таким чином, припускається, що Гемінга є свого роду видом нейтронної зорі — ядром масивної зорі, що вибухнула як наднова близько 300 000 років тому, і яке тепер деградує.
За однією з теорій, саме цей недалекий вибух був відповідальним за низьку густину міжзоряного середовища в безпосередній близькості від Сонячної системи. Це зона низької щільності називається Місцева бульбашка. Можливі докази цього включають висновки обсерваторії Аресібо, що місцеві мікрометрові за розміром міжзоряні метеорні частинки ймовірно походять з напрямку цієї зорі. Однак нещодавно було висловлено припущення, що за низьку щільність більш ймовірно відповідальні кілька наднових в підгрупі В1 рухомої групи Стожари, які стали суперзалишком наднової.

## Відкриття та ідентифікація

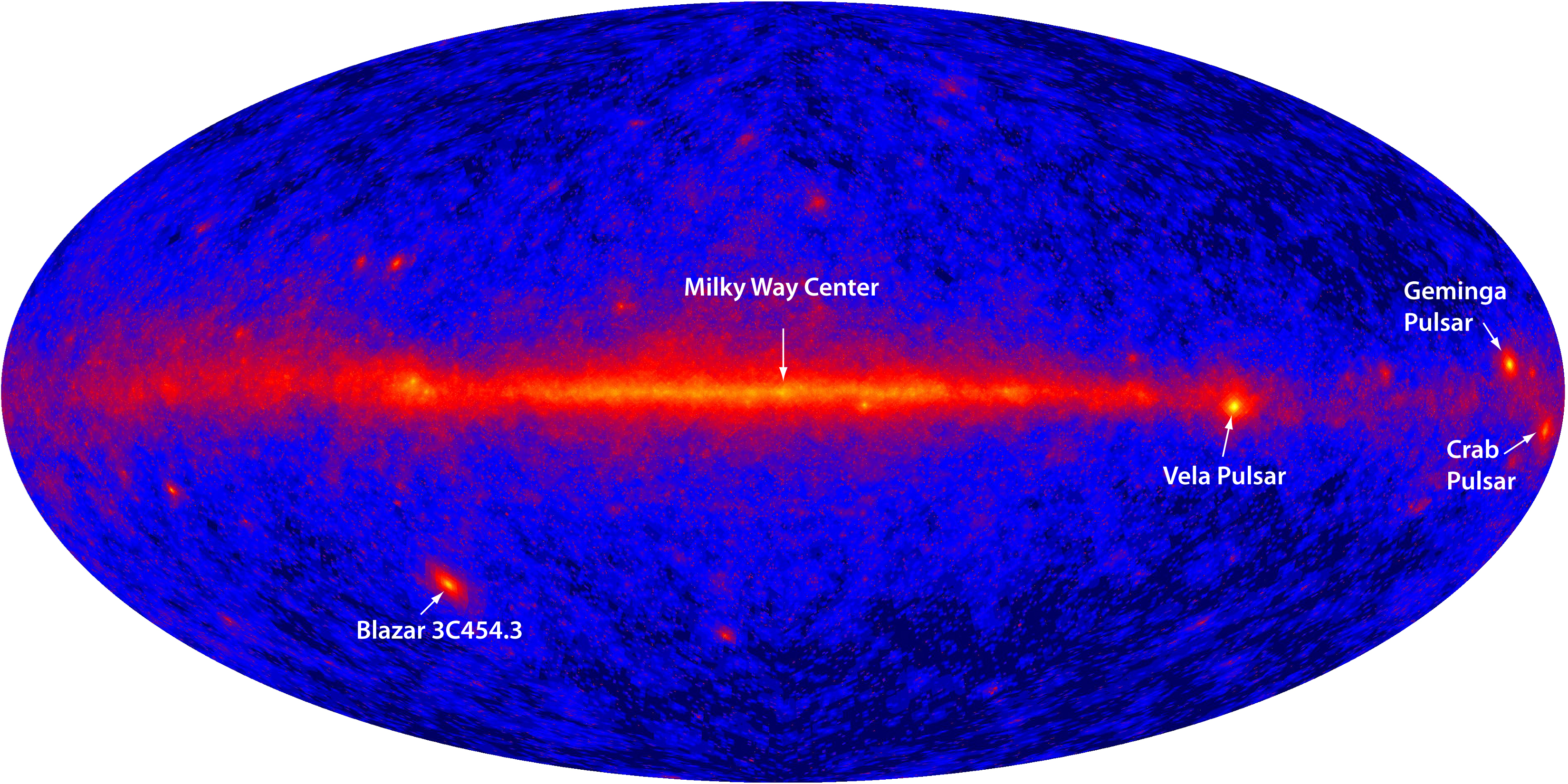
Положення Гемінга в Чумацькому шляху (крайнє справа трохи вище галактичного диску). Власник зображення: NASA/DOE/International LAT Team.

Гемінга став першим прикладом неідентифікованого гамма-джерела — джерела, яке не могло бути пов'язане з будь-якими об'єктами, відомими на інших довжинах хвиль. Вперше він був помічений як значний надлишок гамма-променів на очікуваному тлі дифузного випромінювання Чумацького Шляху супутником SAS-2 (Фіктел та ін., 1975), а потім супутником COS-B. Група SAS-2 повідомила про пульсацію гамма-сигналу з періодом близько 59 сек, хоча обмежена кількість виявлених гамма-променів (121 протягом чотирьох місяців) привела їх до висновку, що пульсація не була статистично переконливою. Через обмежену кутову роздільну здатність приладу (приблизно в 2,5° на 100MeV) і невелику кількість зафіксованих гамма-променів точне місце розташування джерела було невизначеним, обмеженим лише відносно великим «регіоном помилки». На момент виявлення Гемінга в цьому регіоні були відомі чотири слабкі джерела радіовипромінювання, два залишки наднової зірки на його межі та відома галактика-супутник Чумацького Шляху поруч з ним. Для жодного з цих відомих джерел не було встановлено переконливого зв'язку з джерелом гамма-випромінення, і група SAS-2 припустила, що найбільш ймовірним джерелом таких променів є невідкритий радіопульсар.
Незважаючи на значні витрати часу на спостереження, джерело так і лишалось неідентифікованим протягом всієї ери супутника COS-B; його дані, однак, дозволили виключити заявлену пульсацію в 59 сек. В цей час було висунуто багато припущень про джерело гамма-променів, але його природа залишалася загадкою до визначення кандидата у джерело рентгенівським супутником «Ейнштейн» — 1е 0630+178. Характеристики джерела рентгенівського випромінювання були унікальні: значна рентгенівська та візуальна світність, не було виявлено радіовипромінювання з допомогою чутливого інструменту масиву радіотелескопів Very Large Array, точкові емісії у візорі «Ейнштейна» дали оціночну відстань у 100 парсек, що поміщало об'єкт у нашій Галактиці. Зв'язок між джерелом гамма- та рентгенівського випромінення не було остаточно визначено до рентгенівського візора супутника ROSAT, який виявив пульсації у 237 мс, які також були помічені для гамма-променів інструментом EGRET і ретроспективно у даних супутників COS-B та SAS-2. Таким чином Гемінга виявилась першим прикладом радіо-тихого пульсара і слугувала ілюстрацією складності пов'язування гамма-випромінювання з об'єктами, відомими на інших довжинах хвиль: для встановлення зв'язку деякі властивості гамма-джерел, такі, як періодичність або змінність, слід виявити у кандидата у джерело на інших довжинах хвиль.
Цей принцип справдився і для Гемінга, коли в нього виявили і радіовипромінювання з тою самою періодичністю 237 мс на раніше недосліджених частотах 100 МГц і нижче.

## Власний рух
Власний рух Гемінга становить 178,2 кутових міллісекунд/рік, що відповідає проектованій швидкості 205 кілометрів на секунду. Це дуже швидко для зорі і зіставне з зорею Барнарда.

## Вимірювання частоти
У Гемінга був невеликий збій в кінці 1996 року, з частковою зміною частоті на 6,2 × 10−10. У 1998 р. дослідження ефемерид до збою припустило, що на частоту впливає рефлекторний рух внаслідок наявності планети малої маси на 5,1-річній орбіті, однак пізніше було показано, щоб збій був артефактом шуму, що впливає на частоту пульсацій Гемінга, а не справжнім орбітальним ефектом.